# Trachypogon spicatus
Trachypogon spicatus är en gräsart som först beskrevs av Carl von Linné d.y., och fick sitt nu gällande namn av Carl Ernst Otto Kuntze. Trachypogon spicatus ingår i släktet Trachypogon och familjen gräs. Inga underarter finns listade i Catalogue of Life.

## Bildgalleri

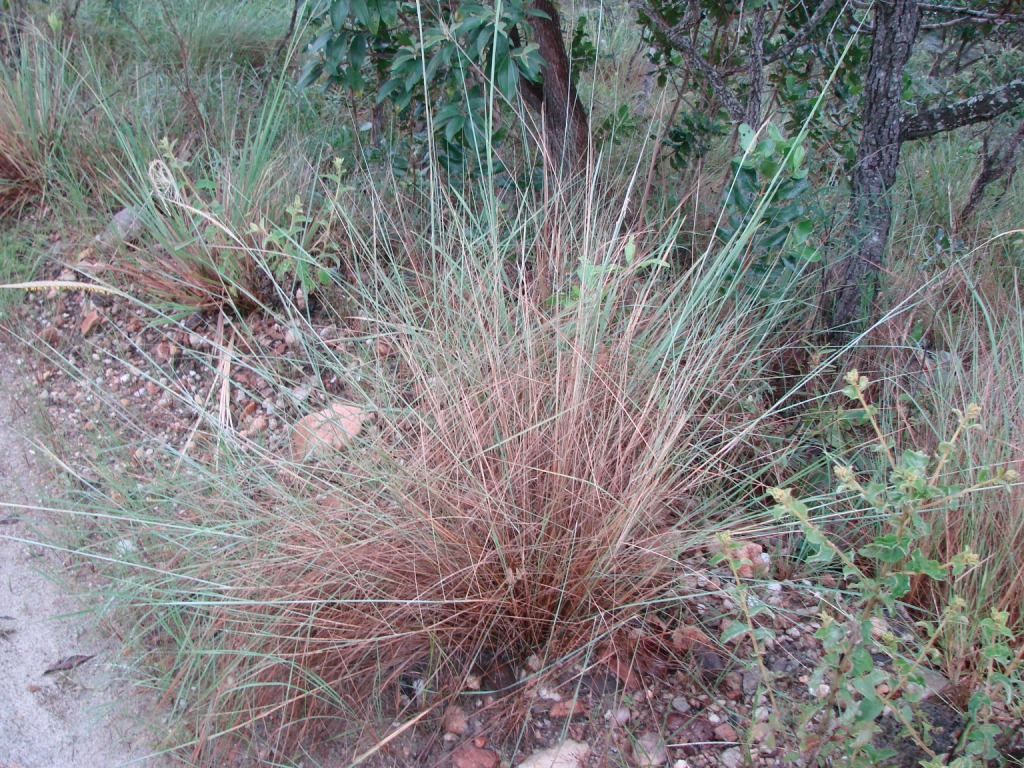